# Hrabstwo Crawford (Pensylwania)

Piramida wieku hrabstwa

Hrabstwo Crawford (ang. Crawford County) – hrabstwo w stanie Pensylwania w USA. Hrabstwo zajmuje powierzchnię lądową 2 622,93 km². Według szacunków US Census Bureau w roku 2006 liczyło 89 389 mieszkańców. Siedzibą hrabstwa jest miasto Meadville.